# Volmido Sportegyesület
A Volmido Sportegyesület (hangul: 월미도체육단, Volmido cshejuktan, handzsa: 月尾島體育團, RR: Wolmido cheyuktan) Észak-Korea egyik sportegyesülete, amely a Kulturális és Szépművészeti Minisztériumának irányítása alatt áll. Székhelye Kim Cshek (Kim Ch'aek)-város, honpályája az ötezer fő befogadására képes Kim Cshek (Kim Ch'aek) Stadion.